# L'Épée de Monte Cristo
Pour plus de détails, voir Fiche technique et Distribution.
L'Épée de Monte Cristo (titre original : Mask of the Avenger) est un film américain de Phil Karlson sorti en 1951.

## Synopsis
En 1848, tandis que la guerre fait rage entre l'Italie et l'Autriche, le père du jeune Renato est accusé de haute trahison puis tué par le gouverneur Larocca. Dès lors, Renato ne poursuit plus qu'un seul but : Se venger. Grâce à l'épée relique de Monte Cristo, il devient un justicier masqué et forme son propre groupe de partisans...

## Fiche technique
- Titre original : Mask of the Avenger
- Réalisation : Phil Karlson
- Scénario : Jesse L. Lasky Jr.
- Histoire : George Bruce d'après le roman d'Alexandre Dumas
- Adaptation : Ralph Gilbert Bettison et Philip MacDonald
- Directeur de la photographie : Charles Lawton Jr.
- Montage : Jerome Thoms
- Musique : Mario Castelnuovo-Tedesco
- Costumes : Jean Louis
- Production : Hunt Stromberg
- Genre : Film d'aventures
- Pays :  États-Unis
- Durée : 83 minutes (1 h 23)
- Dates de sortie :
  - États-Unis : 26 juin 1951 (New York), 27 juin 1951
  - France : 18 juillet 1952

## Distribution
- John Derek : Capt. Renato Dimorna
- Anthony Quinn (VF : Jacques Erwin) : le gouverneur Viovanni Larocca
- Jody Lawrence : Maria d'Orsini
- Arnold Moss (VF : Jean Violette) : Colardi
- Eugene Iglesias (VF : Serge Lhorca) : Rollo D'Anteras
- Dickie LeRoy : Jacopo
- Harry Cording (VF : Raymond Destac) : Zio d'Orsini
- Ian Wolfe (VF : Maurice Nasil) : Signor Donner
- David Bond : Marco
- John Halloran (non crédité) : un forgeron